# 취약성
취약성(vulnerability) 또는 취약점은 '신체적 또는 정서적으로 공격을 받거나 피해를 입을 가능성에 노출되어 있는 성질이나 상태'를 말한다. 방법론적 접근으로서 사회적, 환경적 취약성에 대한 이해에는 노인과 같은 소외 계층의 위험과 자산에 대한 분석이 포함된다. 취약성에 대한 접근 자체는 사회 정책과 노인학 계획에 큰 기대를 불러일으킨다. 취약성의 유형에는 사회적, 인지적, 환경적, 감정적 또는 군사적 취약성이 포함된다.
위험 및 재난과 관련하여 취약성은 사람들이 환경과 맺는 관계를 사회적 세력 및 제도, 그리고 이를 유지하고 경쟁시키는 문화적 가치와 연결하는 개념이다. "취약성의 개념은 주어진 사회적 상황에서 환경 요인과 결합하여 재난을 일으키는 조건을 구성하는 관계의 총체에 관심을 집중함으로써 재난의 다차원성을 표현한다." 이는 또한 변화가 시스템에 해를 끼칠 수 있는 정도, 또는 지역사회가 위험의 영향으로 영향을 받을 수 있는 정도, 신체적으로나 감정적으로 공격을 받거나 피해를 입을 가능성에 노출될 수 있는 정도를 말한다.
취약성과 관련된 문헌 중 하나의 주요 연구 흐름에는 해당 연구의 이면에 있는 방법론, 즉 취약성의 지표를 측정하고 평가하는 방법이 포함된다. 여기에는 외부(갑작스러운 충격과 지속적인 스트레스)와 무방비 상태 또는 무능력에 대처할 수 없는 내부 지표가 포함된다. 취약성 연구는 개발 및 빈곤 연구, 공중 보건, 기후 연구, 보안 연구, 공학, 지리학, 정치 생태학, 재해 위험 관리(및 위험관리)를 포함한 복잡하고 다양한 분야를 포괄한다. 이 연구는 특히 빈곤 및 기타 밀레니엄 개발 목표와 관련된 취약성을 줄이려는 조직에 중요하고 흥미로운 것이다. 많은 기관에서 취약성에 관한 학제간 연구를 수행하고 있다. 취약성에 관한 현재의 많은 연구자들을 한자리에 모으는 포럼은 전문가 실무 그룹(EWG)이다. 연구자들은 현재 "취약성"의 정의, 측정 및 평가 방법, 의사 결정권자에게 연구 결과를 효과적으로 전달하기 위해 노력하고 있다.

## 같이 보기
- 용기
- 보안 취약점